# 소비자는 무엇을 원하는가
《2011 대한민국 소비지도: 소비자는 무엇을 원하는가》는 서울대학교 소비자학과 교수 김난도 박사와 리서치 기업 ㈜엠브레인의 최인수 대표, 소비자 조사 회사 ㈜트렌드모니터의 윤덕환 총괄부장이 함께 쓴 소비 트렌드 전망서이다. 한국경제신문에서 발행했다.

## 출판 정보
한국
ISBN 9788947527774